# Железник (Кырджалийская область)
Железник (болг. Железник) — село в Болгарии. Находится в Кырджалийской области, входит в общину Черноочене. Население составляет 240 человек.

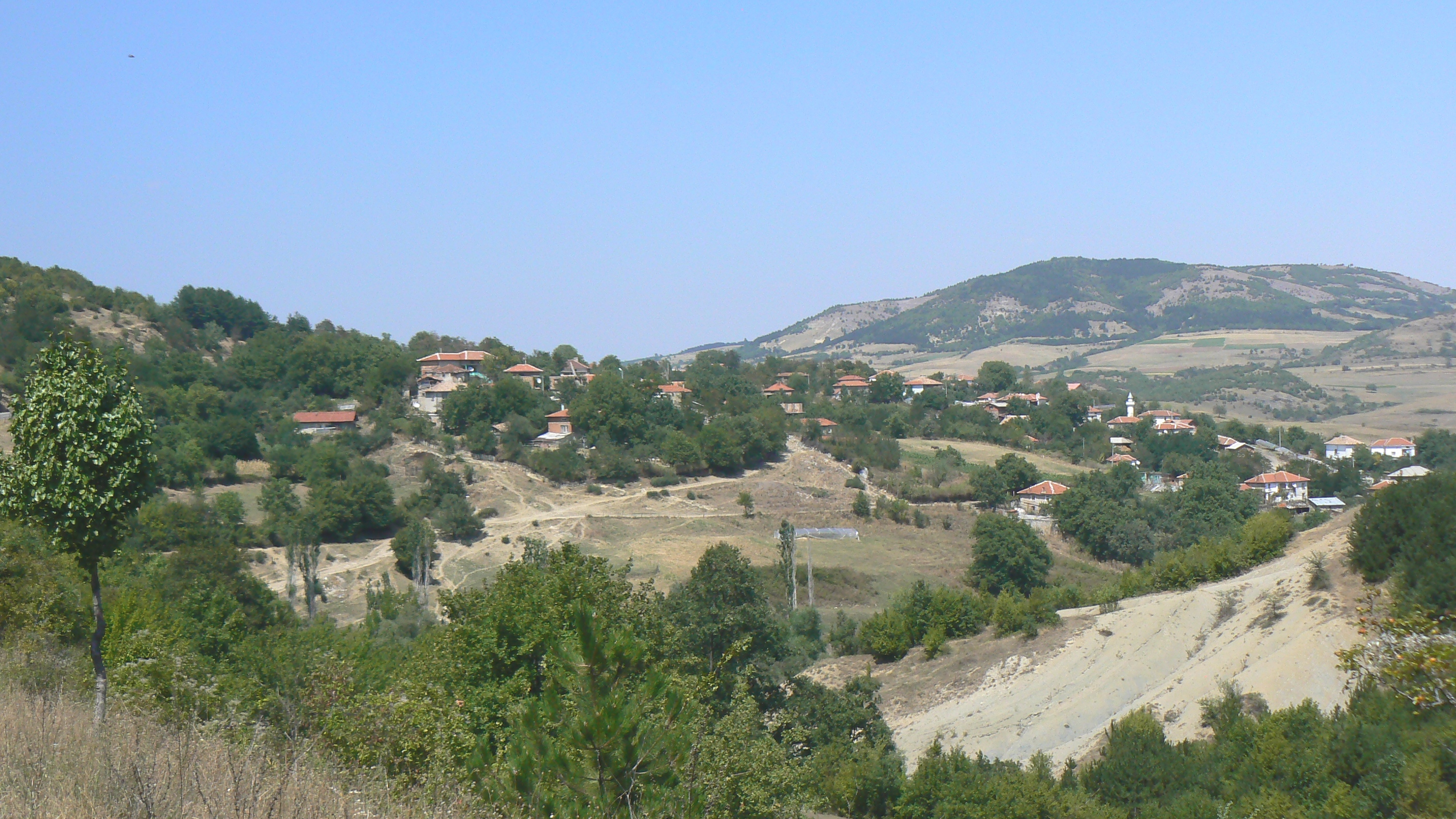

## Политическая ситуация
В местном кметстве Железник, в состав которого входит Железник, должность кмета (старосты) исполняет Байрам Мюмюн Мустафа (Движение за права и свободы (ДПС)) по результатам выборов.
Кмет (мэр) общины Черноочене — Айдын Ариф Осман (Движение за права и свободы (ДПС)) по результатам выборов.